# Kejkubad I.
Kejkubad I. (perzijsko علاء الدين كيقباد بن كيكاوس‎‎: Alā ad-Dīn Kayqubād bin Kaykāvūs, turško I. Alâeddin Keykûbad) je bil sultan seldžuškega Sultanata Rum, ki je vladal od leta 1220 do 1237, * 1188, † 1237.
Kejkubad je  razširil meje sultanata na račun svojih sosedov, zlasti Mengudžuškega bejlika in Ajubidov, in z zasedbo pristanišča Kalon Oros utrdil položaj Seldžukov na Sredozemlju. Pristanišče se je njemu v čast preimenovalo v Alajjo. Z osvojitvijo črnomorskega pristanišča Sudak je za nekaj časa osvojil tudi južni Krim. Kejkubad se zaradi bogate arhitekturne zapuščine in izjemne kulture, ki je cvetela med njegovo vladavino, včasih imenuje tudi Kejkubad Veliki.
Njegova vladavina je pomenila vrh seldžuške moči in vpliva v Anatoliji, Kejkubada samega pa se šteje na najbolj slavnega vladarja iz njegove dinastije. V drugi polovici 13. stoletja so v Anatolijo vdrli Mongoli. Sultanat Rum je izgubil svojo neodvisnost in leta 1307 dokončno razpadel na množico majhnih bejlikov. 

## Življenjepis
Kejkubad je bil drugi sin sultana Kejhusreva I., ki mu je že v mladosti podelil naslov malik (kralj) in guvernaturo v pomembnen anatolskem mestu Tokat. Po sultanovi smrti v bitki pri Alaşehiru leta 1211 sta se za njegovo nasledstvo borila Kejkubad in starejši brat Kejkavus. Kejkubada sta sprva podprla kralj Kilikijske Armenije Leon I. in neodvisni vladar Erzuruma Tugrilšah.  Večina emirjev in vplivne zemljiške gospode v sultanatu je podpirala Kejkavusa. Kejkubad je moral pobegniti v trdnjavo v Ankari, kjer je dobil pomoč turkmenskih plemen iz Kastamonuja.  Brat ga je kmalu zatem aretiral in zaprl v trdnjavo v zahodni Anatoliji. Po Kejkavusovi nenadni smrti leta 1219 ali 1220 je bil  izpuščen  iz zapora in je zasedel seldžuški prestol.
Armensko kraljestvo v Kilikiji je prisilil v vazalni odnos. Na mejo ob gorovju Taurus je v pokrajino, ki se je kasneje imenovala İçel (sedanja Provinca Mersin), je naselil Turkmene, ki so proti koncu 13. stoletja ustanovili svoj Karamanidski emirat. 
Leta 1227/1228 je odšel na pohod v vzhodno Anatolijo, kamor se je po uničenju Horezemskega kraljestva po vdoru Mongolov zatekel njegov zadnji vladar  Džalal  ad-Din Mingburnu in destabiliziral politični položaj. Sultan je na pohodu porazil Artukide in Ajubide, k sultanatu priključil Mengdžuški emirat in zasedel trdnjave Hısn Mansur (Adıyaman), Kahta in Çemişgezek. Razen tega je zatrl upor Trabzonskega  cesarstva, za krajše obdobje zasedel njegovo prestolnico in prisilil Komnene v vazalni odnos.
Zaradi mongolske grožnje se je sprva poskušal povezati z  Džalalom ad-Din Mingburnujem, vendar do tega ni prišlo. Džalal ad-Din je zasedel pomembno trdnjavo Ahlat, potem pa ga je Kejkubad v bitki pri Jasi Džemenu med Sivasom in Erzincanom leta 1230 dokončno porazil. Po zmagi je nadaljeval pohod proti vzhodu in zasedel Erzurum, Ahlat in ozemlje okoli jezera Van, ki je pred tam pripadalo Ajubidom. Artukidi iz Diyarbakırja in Ajubidi iz Sirije so ga priznali za svojega suverena. Osvojil je tudi nekaj trdnjav v Gruziji. Gruzijska kraljica ga je zaprosila za mir in poročila svojo hčerko Tamaro s Kejkubadovim  sinom Kejhusrevom II.. 
Zaradi naraščajoče prisotnosti in moči Mongolov  mejah sultanata je utrdil obrambo in trdnjave v vzhodnih provincah. Umrl je leta 1237 kot zadnji neodvisni sultan Rumskega sultanata.

## Družina
Kejkubad je imel tri sinove: Iz al-Dina, Rukn al-Dina in Kejhusreva. Za svojega naslednika je izbral Iz al-Dina in od podložnikov zahteval, da njemu prisežejo zvestobo, vendar so bili emirji  na splošno bolj naklonjeni močnejšemu Kejhusrevu. Po Kejkubadovi smrti so se zaradi nejasnega nasledstva začeli notranji konflikti. 

## Zapuščina
Kejkubad je sponzoriral obširna gradbena dela po vsej Anatoliji. Razen tega, da je obnavljal mesta in trdnjave, je zgradil veliko mošej, medres, karavanserajev, mostov in bolnišnic. Številne zgradbe so se  ohranile. Zaključil je gradnjo seldžuške palače v Konyi, zgradil palačo in poletno rezidenco Kubadabad ob jezeru Beyşehir in palačo Keykubadiye pri Kayseriju.